# Dioscòrides (deixeble d'Isòcrates)
Dioscòrides, en llatí Dioscorides, en grec antic Διοσκορίδης, fou un escriptor grec deixeble d'Isòcrates d'Atenes, que va fer algunes interpolacions als poemes homèrics segons Ateneu que li atribueix també l'obra οἱ παῤ Ὁμήρῳ νόμοι. Podria ser l'autor tanmateix de περὶ τοῦ τῶν ἡρώων καθ᾽ Ὅμηρον βίου, que alguns pensen que és la mateixa obra que ἀπομνγημονεύματα, esmentada per Diògenes Laerci i Ateneu. Finalment se li atribueixen una obra sobre la constitució d'Esparta i l'obra περὶ νομίμων, que podrien ser en realitat obres de Dioscòrides, el filòsof estoic.